# 釧路漁人碼頭MOO
42°58′54.3″N 144°23′0.6″E / 42.981750°N 144.383500°E

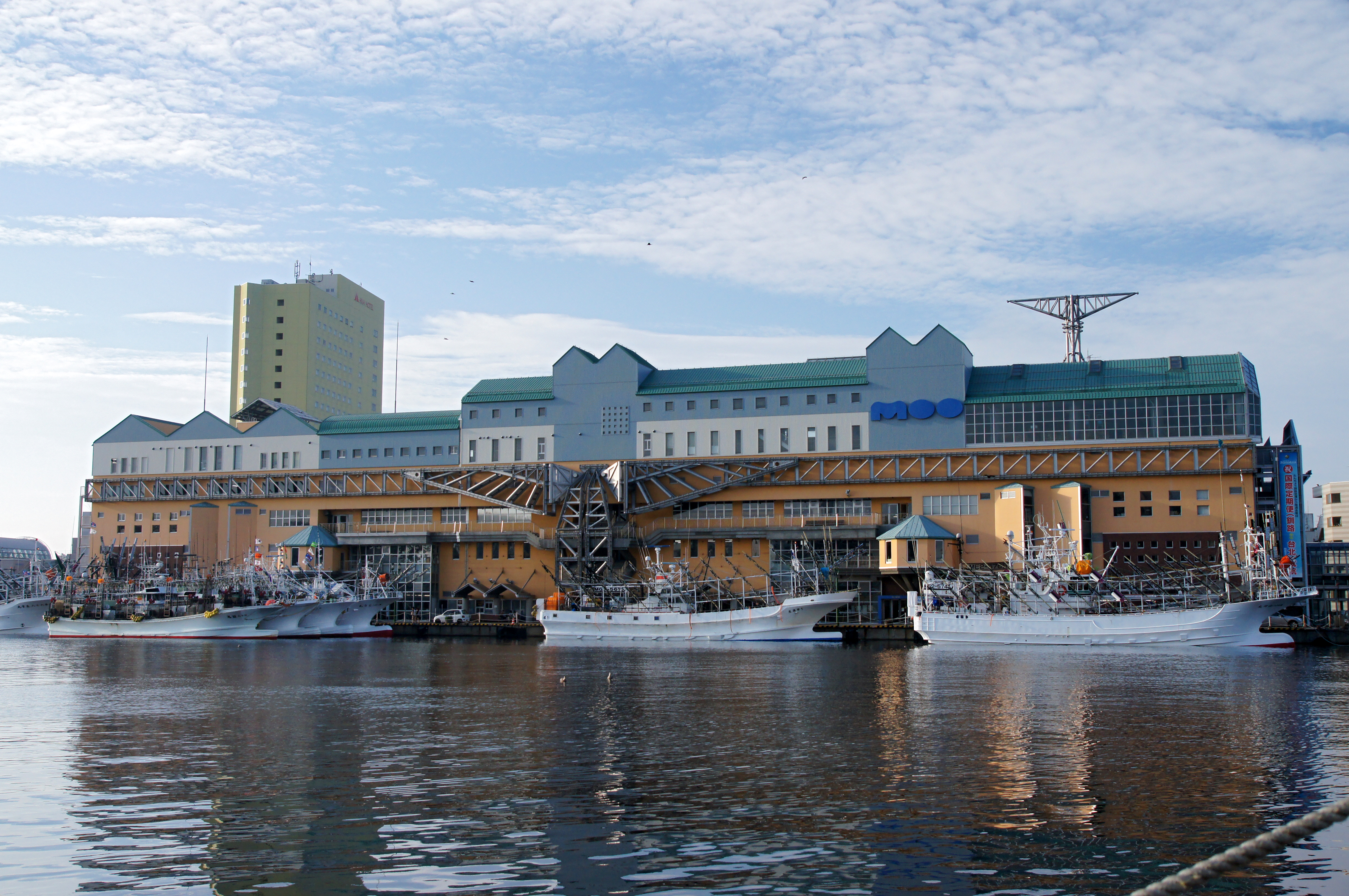
從釧路川對岸看到的釧路漁人碼頭MOO

釧路漁人碼頭MOO是位於日本北海道釧路市釧路川河畔的商場，僅臨幣舞橋。名稱源自舊金山漁人碼頭，MOO則是Marine Our Oasis的縮寫。Moo也是日文平假名「ム」的發音，代表釧路的「夢」和「霧」。
建築由出身自釧路市的建築師毛綱毅曠所設計，包括五層樓的商場「MOO」和室內植物園「EGG」兩個部分，EGG則是Ever・Green・Garden的縮寫。

## 概要
最出商場的構想是參考美國舊金山的漁人碼頭，希望藉由海邊的海產餐廳來吸引客流，形成一個商業區。
1989年商場開幕時，當時的開發商「釧路河畔開發公社」引入了西武百貨的資金及經營，整個商場為地下一層、地上五層，總面積達16,140平方公尺；但在1990年代日本泡沫经济破裂後，商場收入遠不如預期，在持續多年的虧損後，西武百貨退出了經營，入駐店面也逐一退出，最後只剩下本地的水產店、土產店和餐廳。
為了利用空間，釧路市政府將部分政府機關遷至此，成為「MOO内廳舍」，出租店面也分割成更小的單位，讓小吃店可以入住。
由於商場緊鄰幣舞橋，NHK釧路放送局和札幌電視台在此設置了天氣攝影機，電視台可以隨時取得這裡的即時影像。當北海道道東地區發生大規模地震時，新聞中也會直接利用此社影機播放幣舞橋和MOO的即時影像以觀察釧路川出海口水位的變化。

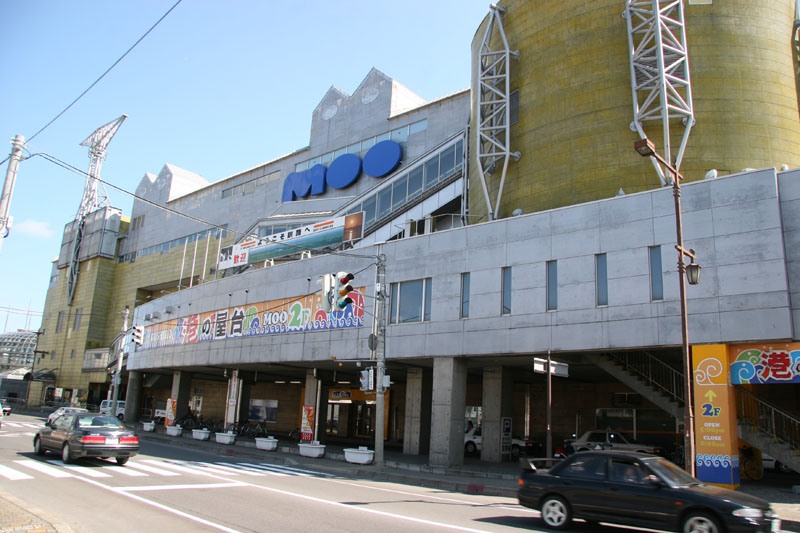
從馬路一側看到的釧路漁人碼頭MOO
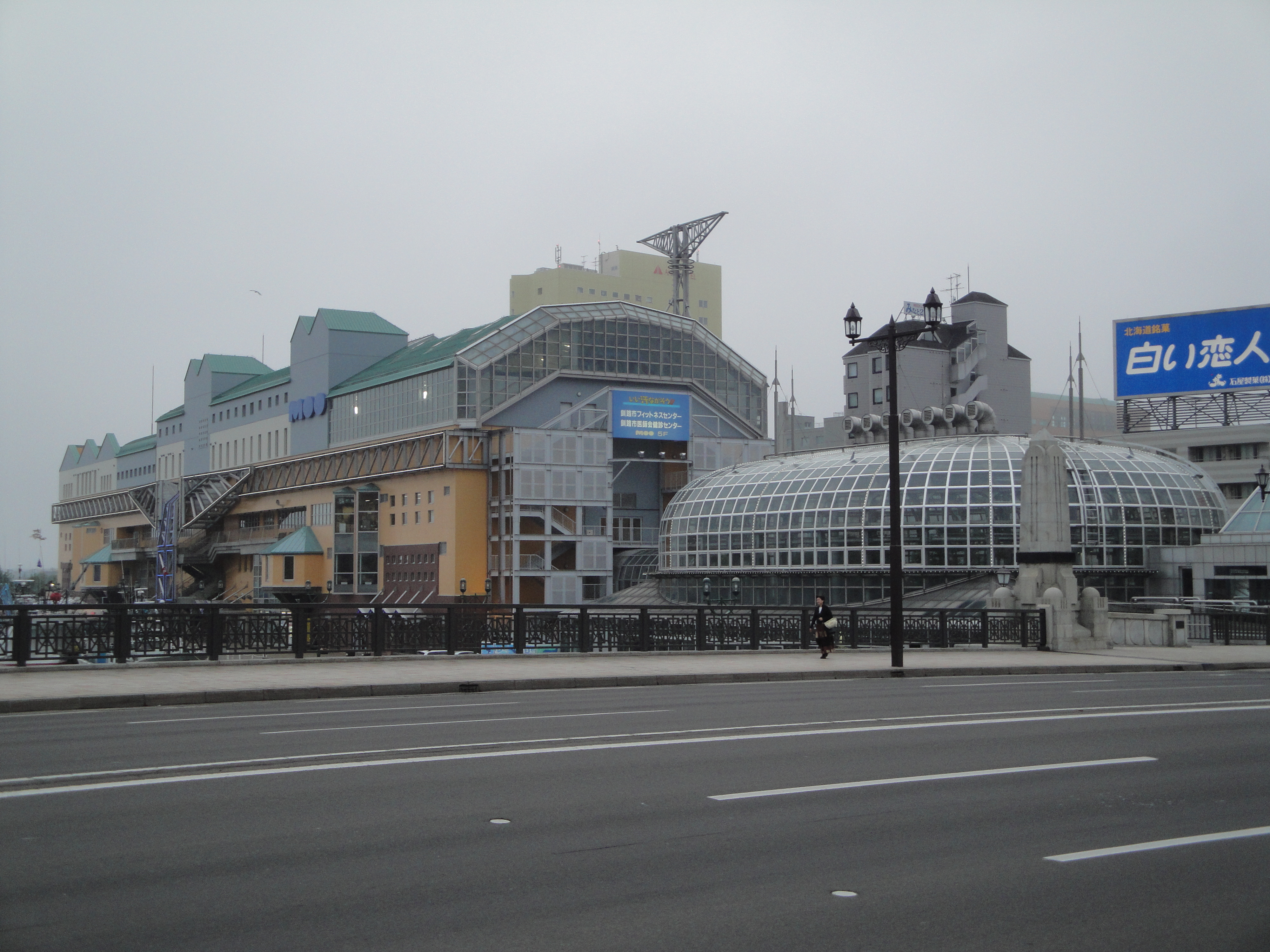
從幣舞橋看到的釧路漁人碼頭MOO及EGG
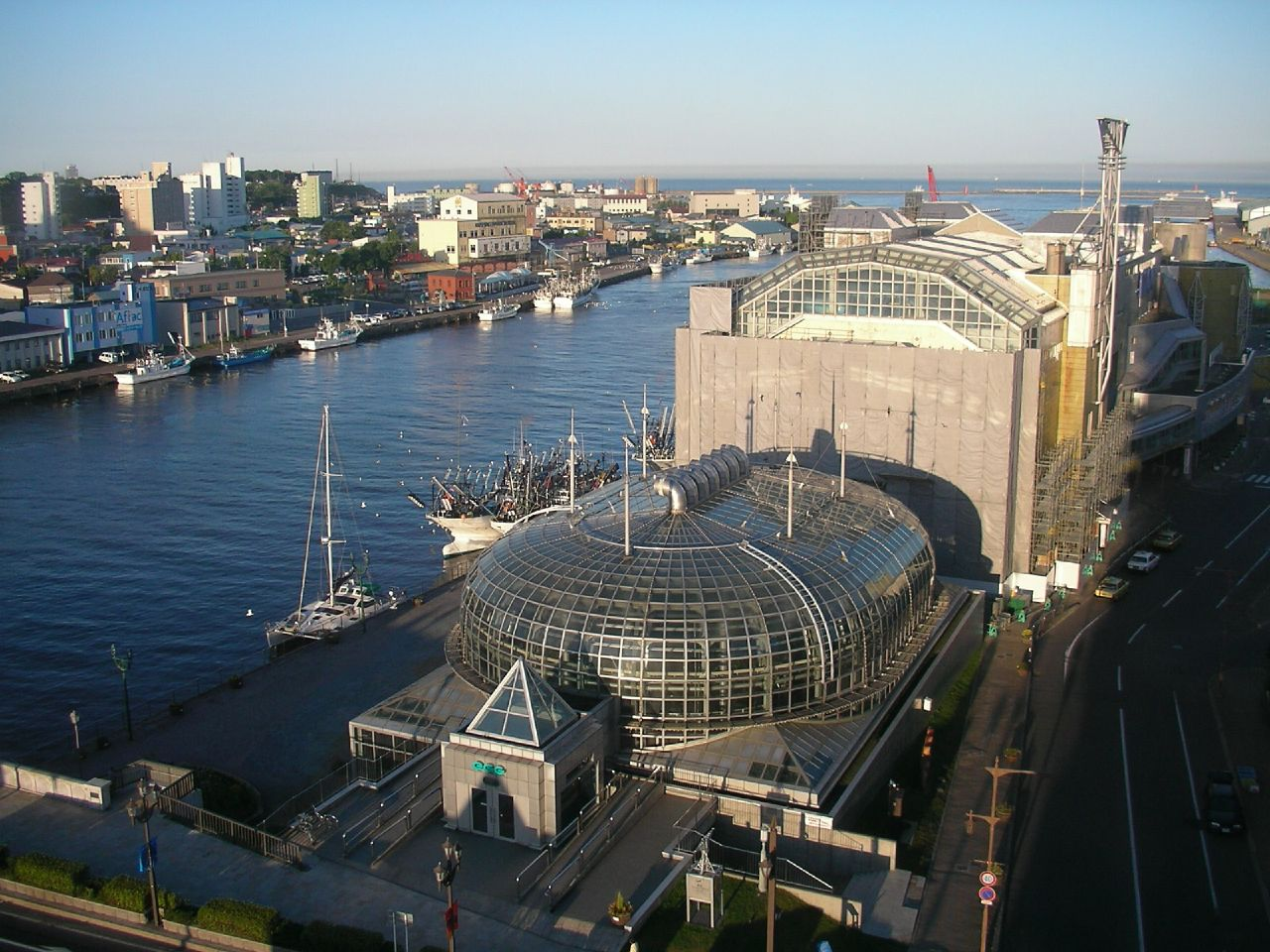
釧路漁人碼頭MOO鳥瞰圖（近側圓頂為EGG、後方為MOO）

## 外部連結
- （日語） 釧路漁人碼頭MOO （页面存档备份，存于）